# Michael Keane (wiskundige)

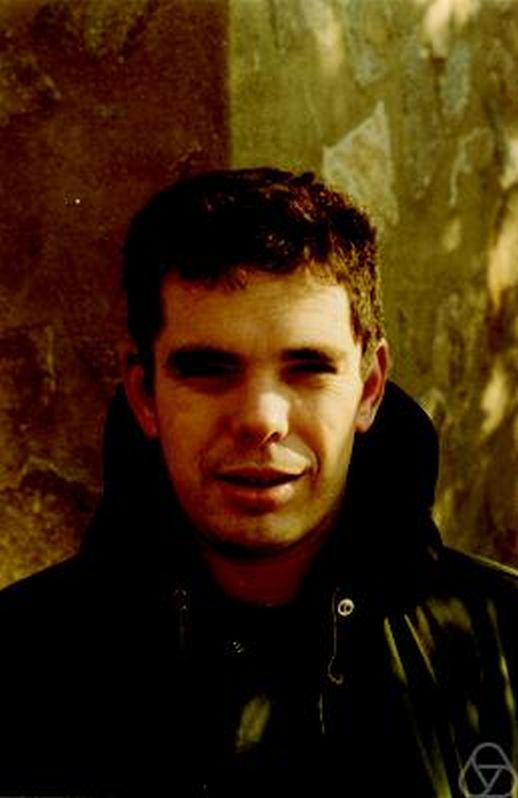
Michael Keane in 1970

Michael Sylvester (Mike) Keane (San Antonio, Texas, Verenigde Staten, 2 januari 1940) is een wiskundige en hoogleraar.
Zijn specialisaties zijn mathematische fysica, operator-algebra's, waarschijnlijkheidsrekening, topologische dynamica, ergodentheorie en combinatoriek.

## Biografie
Keane studeerde aan de University of Texas in de Verenigde Staten en aan de Georg-August-Universität Göttingen in Duitsland. In 1967 promoveerde hij bij Konrad Jacobs aan de Universität Erlangen-Nürnberg in Duitsland op het proefschrift Morse-Folgen mit vorgegebenem rationalem Spektrum.
Verder heeft hij gewerkt onder anderen aan de Yale University (New Haven, Connecticut, VS), Universiteit van Amsterdam, Technische Universiteit Delft, Université de Rennes in Frankrijk, Centrum voor Wiskunde en Informatica in Amsterdam, Tel Aviv University in Israel, de universiteit in Tokyo in Japan, Wesleyan University in Middletown, Connecticut in de VS en NYU Shanghai.
Keane is oprichter van het research Instituut EURANDOM te Eindhoven (1997).
Keane werkte als adviseur voor IBM, Hewlett-Packard, Estec, Philips en Shell.
Keane is lid van de Koninklijke Nederlandse Akademie van Wetenschappen (sinds 1991) en hij is Ridder in de Orde van de Nederlandse Leeuw (sinds 2005).

## Werken
- Ergodic Properties of Algebraic Fields, Ergebnisse der Mathematik und ihrer Grenzgebiete, 1968 (met Jurij V. Linnik).

- Generalized Morse Sequences, 1968, Zeitschrift für Wahrscheinlichkeitstheorie und verwandte Gebiete, Vol. 10, pp. 335-353.

- Sur les mesures invariantes d'un recouvrement régulier, 1971, C.R. Acad. Sci. Paris Sér. A-B, Vol. 272, pp. A585-A587.

- Strongly mixing g-measures, 1972, Invent. Math., Vol. 16, pp. 304-324.

- Séminaire KGB sur les marches aléatoires, Parijs, Frankrijk, 1973 (met Y. Guivarch en A. Brunel).

- Theorie Ergodique, Actes des Journees Ergodiques, Rennes, Frankrijk, 1973/1974 (met J.P. Conze).

- International Conference on Dynamical Systems in Mathematical Physics, Rennes, Frankrijk, 1976 (met Giovanni Gallavotti en David Ruelle).

- Marches aléatoires sur les groupes de Lie, Springer, 1977 (met Yves Guivarch en Bernard Roynette).

- A class of finitary codes, 1977, Israel J. Math., Vol. 26, No. 3-4, pp. 352-371 (met Meir Smorodinsky).

- Bernoulli schemes of the same entropy are finitarily isomorphic, 1979, Annals of Mathematics (2), Vol. 109, No. 2, pp. 397-406 (met Meir Smorodinsky).

- Finitary isomorphisms of irreducible Markov shifts, 1979, Israel J. Math., Vol. 34, No. 4, pp. 281-286 (met Meir Smorodinsky).

- Geodätische Stromungen, Selecta Mathematica, Band 5, Springer, 1979.

- Almost topological dynamical systems, 1979, Israel J. Math., Vol. 34, No. 1-2, pp. 139-160 (met Manfred Denker).

- Finitary codes and the law of the iterated logarithm, 1980, Zeitschrift für Wahrscheinlichkeitstheorie und verwandte Gebiete, Vol. 52, No. 3, pp. 321-331 (met Manfred Denker).

- A construction of a normal number for the continued fraction transformation, 1981, Journal Number Theory, Vol. 13, pp. 95-105 (met R. Adler & M. Smorodinsky).

- On normal numbers, 1982, J. Aust. Math. Soc., Vol. 32, pp. 79-87 (met C.E.M. Pierce).

- On the connectness of a random graph, 1984, Math. Proc. Cambridge Philos. Soc., Vol. 94, No. 1, pp. 151-166 (met G.R. Grimmett & J.M. Marstrand).

- Ergodic properties of color records, 1986, Phys. A, Vol. 138, No. 1-2, pp. 183-193 (met Frank den Hollander).

- An inequality with applications to Cantor measures and normal numbers, 1988, Mathematika, Vol. 35, pp. 87-94.

- On the uniqueness of infinite occupied cluster in dependent two-dimensional site percolation, 1988, Annals of Probability, Vol. 16, No. 3, pp. 1147-1157 (met A. Gandolfi & L. Russo).

- An Algebraic Construction of a Class of One-Dependent Processes, 1989, The Annals of Probability, Vol. 17, No. 1, pp. 128-143 (met J. Aaronson, D. Gilat & V. de Valk).

- Extremal two-correlations of two-valued stationary one-dependent processes, 1989, Probability Theory and Related Fiels, Vol. 80, pp. 475-480 (met A. Gandolfi & V. de Valk).

- The M/G/1 processor sharing queue as the almost sure limit of feedback queues, Delft, 1989 (met Jacques A.C. Resing en Gerard Hooghiemstra).

- Density and uniqueness in percolation, 1989, Comm. Math. Physics, Vol. 121, No. 3, pp. 501-505 (met R.M. Burton).

- Solution to problem 288, 1990, Statistica Neerlandica, Vol. 44, pp. 95-100.

- Ergodic Theory and Subshifts of Finite Type, 1991, Ergodic Theory, Symbolic Dynamics and Hyperbolic Spaces, 35-70.

- Topological and Metric Properties of Infinite Clusters in Stationary Two-dimensional Site Percolation, 1991, Israel J. Math., Vol. 76, No. 3, pp. 299-316

- Ergodic theory, symbolic dynamics, and hyperbolic spaces, Oxford University Press, 1991 (met Tim Bedford and Caroline Series)

- On the Structure of 1-dependent Markov Chains, 1992, Journal of Theoretical Probability, Vol. 5, No. 3, pp. 545-561 (met J. Aaronson & D. Gilat).

- Uniqueness of the infinite component in a random graph with applications to percolation and spin glasses, 1992, Probability Theory and Related Fields, Vol. 92, No. 4, pp. 511-527 (met Alberto Gandolfi & C.M. Newman).

- The essence of the Law of Large Numbers, 1995, Algorithms, Fractals and Dynamics, pp. 125-129.

- Invariance principle for associated random fields, 1996, J. Math. Sci., Vol. 81, pp. 2905-2911 (Met A.V. Bulinski).

- A simple proof of the ratio ergodic theorem, 1997, Osaka J. Math., Vol. 34, No. 3, pp. 653-657 (met T. Kamae).

- Random coin tossing, 1997, Probability Theory and Related Fields, Vol. 109, p.27-37 (met Matthew Harris)

- A central limit theorem for sums of correlated products, 1997, Statistica Neerlandica, Vol. 51, p.23-34 (met Gerard Hooghiemstra).

- On the countable generator theorem, 1998, Fundamenta Mathematicae, Vol. 157, p.255-259 (met J. Sefarin).

- Computing invariant measures for expanding circle maps, 1998, Nonlinearity, Vol. 11, p.27-46 (met R. Murray & L.-S. Young).

- Edge-reinforced random walks on finite graphs, Infinite Stochastic Analysis, Verhandelingen KNAW, 2000, Vol. 52, p.217-234 (met S.W.W. Rolles).

- Residuality of dynamical systems, 2000, Colloq. Math. 84/85, p.307-317 (met R.M. Burton en J. Sefarin).

- On convolutions and linear combinations of pseudo-isotropic distributions, 2000, Journal of Theoretical Probability, Vol. 13, p.977-995 (met R. Ger & J.K. Misiewicz).

- Tubular recurrence, Acta Mathematica Hungarica, 2002, Vol. 97, No. 3, p.207-221 (met S.W.W. Rolles).

- Generators, Periodica Mathematica Hungarica, 2002, Vol. 44, No. 2, p.187-195 (met J. Serafin).

- Papers dedicated to Tom Koornwinder, Analysis (KDV, FNWI), 2003 (met E. Koelink, E.M. Opdam, J.V. Stokman, N.M. Temme & J.J.O.O. Wiegerinck).

- Marches Aléatoires Renforceés, Leçons de Mathématiques d'Aujourd'hui, 2003, Vol. 2, p.347-360.

- Weak Bernoullicity of random walk in random scenery, Japanese Journal of Mathematics, 2003, Vol. 29, No.2, p.389-406 (met Frank den Hollander, J. Serafin, & J.E. Steif).

- Finitary coding for the one dimensional T,T-1 process with drift, 2003, The Annals of Probability, Vol. 31, No. 4, pp. 1979-1985 (met J.E. Steif).

- Nattoku Suru Kakuritsu (over waarschijnlijkheidsrekening, in het Japans) uitgeverij Kodansha Ltd, 2005 (met M. Mori).

- Nonparametric estimation of a change in defect intensity, Royal Statistical Society. Journal. Series C: Applied Statistics, 2005, Vol. 54, No. part 1, p.95-114 (met D. Denteneer)

- Easy and nearly simultaneous proofs of the Ergodic Theorem and Maximal Ergodic Theorem, 2006, IMS Lecture Notes-Monograph Series, Dynamics & Stochastics, Vol. 48, pp. 248-251 (met Karl Peterson).

- Every compact metric space that supports a positively expansive homeomorphism is finite, 2006, IMS Lecture Notes-Monograph Series, Dynamics & Stochastics, Vol. 48, pp. 304-305 (met Ethan M. Coven).